# Nhạn nâu hung
Nhạn nâu hung (danh pháp khoa học: Ptyonoprogne concolor) là một loài chim trong họ Hirundinidae. Loài chim này dài khoảng 13 cm (5 in) với thân và cánh rộng, đuôi ngắn hình vuông có những mảng trắng nhỏ gần đầu của hầu hết các lông. Loại chim này có lông phần trên màu nâu đen và phần dưới màu nhạt hơn một chút. Hai phân loài này là những loài chim sinh sản cư trú ở Nam Á từ tiểu lục địa Ấn Độ đến tây nam Trung Quốc và các phần phía bắc của Thái Lan, Việt Nam và Lào.